# جان فرنسوا كوبيه

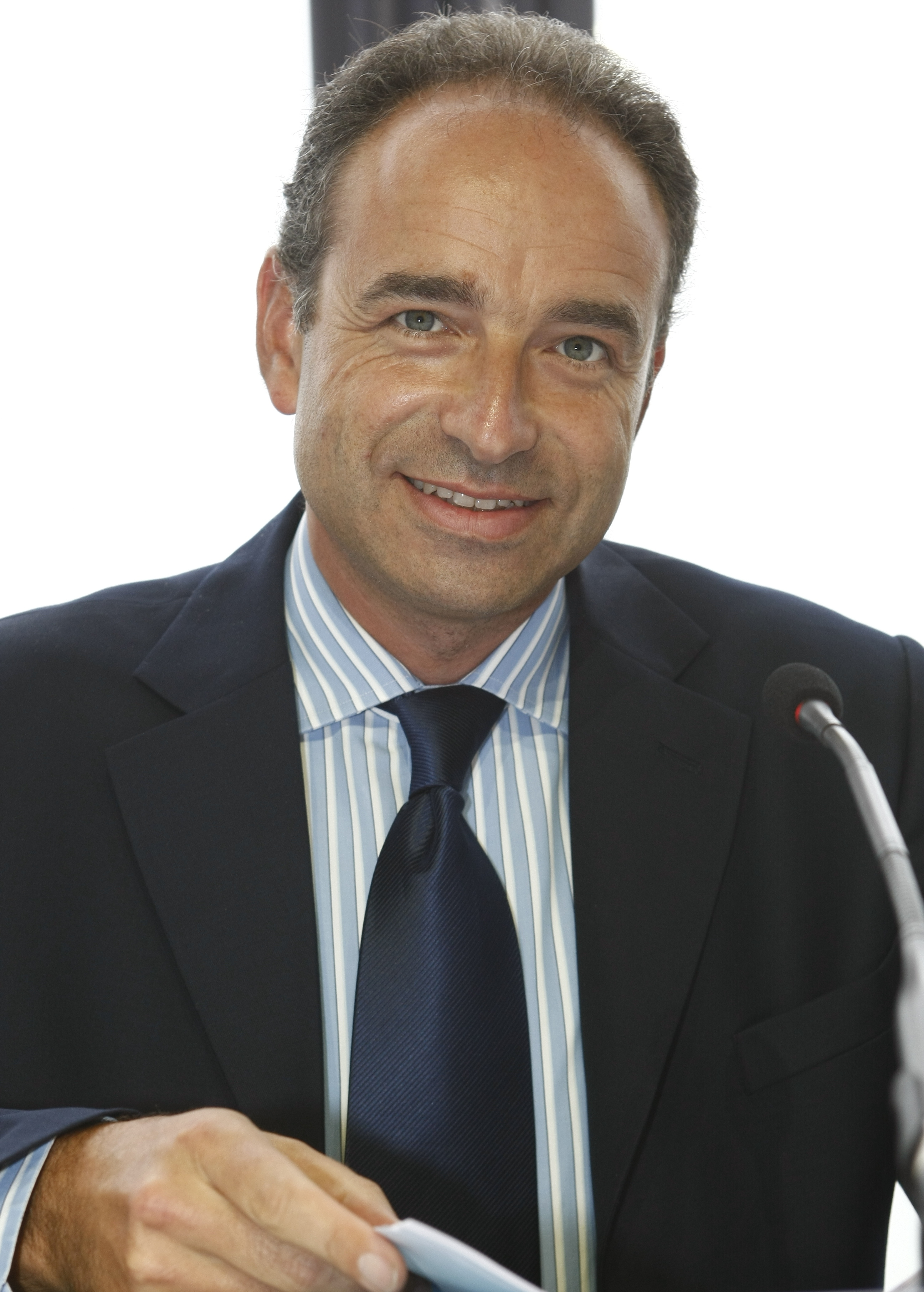
جان فرنسوا كوبيه

جان-فرانسوا كوپيه (بالفرنسية: Jean-François Copé) (ولد 5 مايو 1964) سياسي فرنسي يهودي، وعمدة مو ونائب عن الدائرة التشريعية السادسة في السين والمارن ويعمل رئيسا لمجموعة حزب الاتحاد من أجل حركة شعبية في المجلس الوطني الفرنسي. وكان المتحدث باسم الحكومة الفرنسية بين عامي 2002 و 2007، كما شغل عدة مناصب حكومية رفيعة، منها وزير الميزانية في نفس الفترة.

## أصله العائلي ونشأته
ولد كوبيه في الخامس من ماي عام 1964 في مدينة بولون-بيانكور. هو أكبر أبناء مونيكا غناسيا المنحدرة من عائلة يهودية سفاردية يعود أصلها إلى الجزائر العاصمة، والبروفسور رولان كوبيه، فرنسي ذو أصل يهودي أشكنازي روماني.

## مواقفه
تجاوزت آراؤه العنصرية كونها تصريحات تستفز المسلمين في فرنسا وكل من يحترم حرية العقيدة، تحرك جديا لحظر النقاب نافياً أن يكون النقاب حرية شخصية قائلا: «إن إخفاء وجه شخص ما بشكل دائم في الأماكن العامة ليس تعبيرا عن الحرية الفردية»، لذا قدم للبرلمان الفرنسي مشروع قانون بحظر ارتداء النقاب في الأماكن العامة، وهدأ حديثه عن النقاب، لكن حمي العنصرية أصابته مرة أخرى، فجاء ليطالب البرلمان بدراسة اقتراحه بإصدار قانون حظر ارتداء النقاب فوراً، إنه رئيس كتلة نواب الاتحاد من أجل حركة شعبية جان فرانسوا كوبيه.
كان «كوبيه» قد فاجأ نواب الغالبية عندما أعلن في ديسمبر أنه قدم مشروع قانون يحظر ارتداء النقاب في الأماكن العامة، إلا أن رئيس الجمعية الوطنية برنار أكوييه الذي ينتمي إلي حزب الاتحاد من أجل حركة شعبية أيضاً وجه انتقادات إلي كوبيه، وكذلك فعل عدد من قادة هذا الحزب، وأعلن كوبيه أنه يؤيد صدور قرار برلماني يستتبع بمشروع قانون يقدمان ضمن سلة واحدة في نهاية الشهر الحالي رغم مخاطرته بأصوات المسلمين.
الطبقة السياسية الفرنسية غير متفقة علي الإطلاق علي القانون الذي اقترحه كوبيه، لأنهم يرون أنه يمس الحريات الفردية، ما قد يدفع المجلس الدستوري الفرنسي إلي إلغائه، كما يمكن أن تقوم المحكمة الأوروبية لحقوق الإنسان برده.
وبحسب الإحصائيات الرسمية في فرنسا هناك ألفا امرأة يرتدين النقاب، إلا أن الجدل حول النقاب يدخل المجتمع الفرنسي في نقاش هو أوسع من الجدل حول الحجاب الذي يغطي الوجه بشكل كامل، لأنه يتناول أيضا الهجرة والهوية الوطنية ودور الإسلام في المجتمع.
وضمن هذا الجدل شككت شخصيات سياسية من اليمين واليسار أكثر فأكثر في جدوي قانون حول منع البرقع في البلاد، بينما أعلن الحزب الاشتراكي معارضته لنص من هذا النوع.
«كوبيه» كان دائم الترديد أن «الحزب الاشتراكي بحث في الموضوع استنادا إلي المبادئ قائلاً: نحن نعارض تماما البرقع الذي هو عبارة عن سجن للنساء والذي لا مكان له في الجمهورية لكن سن قانون تفرضه الظروف لن يكون له النتائج المرجوة، وأصر كوبيه علي أنه سيرفع مشروعا يحظر ارتداء النقاب في «الأماكن المفتوحة للجمهور» ويجعل صاحبته تحت طائلة عقوبات مالية شديدة، يشغل كوبيه حاليا رئيس بلدية ميو، كما عين ناطقاً باسم الحكومة الفرنسية بين عامي 2002 و2007، ووزير الميزانية في نفس الفترة

### العلاقة مع ساركوزي
وتتميز العلاقة بين رئيس بلدية مو في منطقة باريس وساركوزي القائد السابق في حزب الاتحاد من اجل حركة شعبية بنوع من التعقيد، إذ يصفها كوبيه نفسه بانها «مرت بكل الوان الطيف» وتشكل مزيجا من الاحترام المتبادل والحذر الفطري.

## روابط خارجية
- جان فرنسوا كوبيه على موقع IMDb (الإنجليزية)
- جان فرنسوا كوبيه على موقع مونزينجر (الألمانية)
- جان فرنسوا كوبيه على موقع ألو سيني (الفرنسية)
- جان فرنسوا كوبيه على موقع قاعدة بيانات الفيلم (الإنجليزية)